# 노매드 (게임기)
노매드(영어: Nomad)는 세가에서 개발해 1995년 북미에서 단독으로 발매한 휴대용 게임기이다. 컬러 스크린에 메가 드라이브로 개발된 많은 게임들을 즐길 수 있다. 세가 CD와 세가 32X용 게임들은 플레이할 수 없다. 코드네임은 프로젝트 비너스(Venus). 오스트레일리아와 유럽 같은 PAL 지역에서는 발매되지 않았다. 이전 메가 제트가 화면도 작고 AC 어댑터가 필요했던 것과 달리 노매드는 3.25인치 컬러 LCD 스크린에 AA 배터리 6개를 넣으면 작동이 가능하다. 약 1백만 대가량 팔렸다.

## 사양
| 프로세서                      | 모토로라 68000 16 비트 프로세서 (7.67 MHz)                                                                                     |
| 코프로세서 (사운드 컨트롤러): | 자일로그 Z80 8비트 (3.58 MHz)                                                                                                  |
| 메모리:                       | 총 합계 156KB - 64 KB 주 RAM, 64KB VRAM, 8KB 사운드 RAM. 20 Kb ROM                                                             |
| 해상도:                       | 320 × 224 |
| 사운드:                       | 야마하 YM2612 5채널 FM, 추가 4채널 PSG. 스테레오 사운드. 텍사스 인스트루먼트 SN76489 PSG(Programmable Sound Generator)도 있음. |
| 디스플레이:                   | 내장 STN LCD |
| 전원:                         | 9V 850mA (메가 드라이브 2와 동일)                                                                                              |